# Enzo Galbiati
Enzo Emilio Galbiati (Monza, 23 mei 1897-1982), was een Italiaans fascistisch politicus. In 1920 richtte Galbiati het Actie Squadron van Monza op en werd in 1921 lid van Mussolini's Partito Nazionale Fascista (PNF).
In 1933 werd Galbiati commandant van de Gruppo Legioni di Roma (Legionaire Groep van Rome), een eenheid van de fascistische militie (MVSN: Milizia Volontaria per la Sicurezza Nazionale). In 1935 werd hij bevelhebber van de in Ethiopië opererende 219de eenheid van de Zwarthemden (dat wil zeggen de fascistische militie) en later van het Vittorio Veneto legioen. Tijdens de Italiaanse veldtocht tegen Griekenland (1940-1941) werd hij commandant van de Zwarthemden die onderdeel uitmaakten van het 11de Italiaanse leger. In 1941 was hij bevelhebber van alle in Griekenland strijdende Italiaanse Zwarthemden.
Na de (voor Italië desastreus verlopen) veldtocht in Griekenland werd Galbiati bevorderd tot luitenant-generaal en werd hij chef van de staf van de MVSN. Galbiati werd tevens lid van de Fascistische Grote Raad.
Tijdens de beroemde zitting van de Fascistische Grote Raad op 24 en 25 juli 1943 stemde Galbiati tegen de motie van Dino Grandi en was dus vóór het aanblijven van Mussolini als Italiaans dictator. De dag daarop werd Mussolini op last van de Italiaanse koning Victor Emmanuel III gearresteerd en werd Galbiati als chef van de staf van de MVSN afgezet. Hij werd enige tijd vastgehouden, maar vestigde zich daarna in het door Duitsland bezette Noord-Italië.

## Militaire loopbaan
- Soldaat (Soldato), Koninklijk Italiaans Leger:
- Korporaal (Caporale), Koninklijk Italiaans Leger: juli 1917[1]
- Tweede luitenant (Sottotenente), Koninklijk Italiaans Leger: 1918[1]
- Kolonel (Colonello), Koninklijk Italiaans Leger: 1 juli 1923[3]
- Brigadegeneraal (Generale di Brigata), Koninklijk Italiaans Leger: 1 juli 1933[3]
- Luitenant-generaal (Luogetenente Generale), Koninklijk Italiaans Leger: 23 december 1939

## Onderscheiding
- Zilveren medaille voor Dapperheid (Medaglia d'argento al valor militare) (2)[1]